# María Eugenia Choque
María Eugenia Choque Quispe (La Paz, Bolivia; 1960) es una mujer aymara boliviana, licenciada en Trabajo Social de la Universidad Mayor de San Andrés (UMSA), cuenta con una Maestría en Historia Andina de la Facultad Latinoamericana de Ciencias Sociales (FLACSO); y es candidata al Doctorado en Ciencias del Desarrollo de CIDES-UMSA. Cuenta con más de 30 años de experiencia en la defensa de los derechos de los Pueblos Indígenas.
Su trabajo se ha enfocado en fortalecer organizaciones indígenas, enfocándose en la participación de las mujeres y la revitalización los conocimientos ancestrales. Igualmente, su contribución ha sido clave en la Declaración Americana de los Derechos de los Pueblos Indígenas y la Declaración de las Naciones Unidas sobre los Derechos de los Pueblos Indígenas, particularmente al ser seleccionada como vicepresidenta y miembro del Foro Permanente de las Naciones Unidas para las Cuestiones Indígenas durante la gestión 2014-2016.
También fue la primera mujer indígena en ser presidenta del Tribunal Supremo Electoral. Durante la crisis política en Bolivia del 2019, fue arrestada el 10 de noviembre y detenida en la prisión de mujeres de Obrajes en La Paz, Bolivia acusada por fraude electoral. Al ser arrestada por un poder policial amotinado, varias organizaciones de pueblos indígenas y naciones unidas llamaron al resguardo de sus derechos humanos. 

## Biografía
Es Licenciada en Trabajo Social, magíster en Historia Andina y postulante al Doctorado en Ciencias del Desarrollo.
Forma parte de la Red de Mujeres Indígenas sobre Biodiversidad en América Latina y el Caribe. En 2014, fue elegida como miembro experto del Foro Permanente para Cuestiones Indígenas de la Organización de las Naciones Unidas. Asimismo, fue docente en la Universidad Pública de El Alto, Universidad Mayor de San Andrés y la Universidad Técnica de Oruro.